# Pia Hesselmark-Campbell
Pia Hesselmark-Campbell, egentligen Ida Campbell, ogift Hesselmark, född 21 december 1910 i Smetofta i Levene församling i Skaraborgs län, död 29 september 2014 i Tidaholms kommun, Varvs församling, Västra Götalands län, var en svensk målare, grafiker och keramiker som signerar sina verk Pia H-K (efter flicknamnet).

## Biografi
Pia Hesselmark-Campbell växte upp tillsammans med sina syskon, bland andra Bengt Hesselmark, på herrgården Levene gård i Levene socken, Skaraborg, som föräldrarna Johan Johansson och Maria Fornander inköpte 1916. Barnen i familjen antog namnet Hesselmark 1926. Föräldrarna upptäckte tidigt att dottern hade konstnärlig begåvning.
Hesselmark-Campbell utbildades vid Slöjdföreningens skola i Göteborg 1929–1931, hon studerade keramik för Eva Jancke-Björk och grafik för Hjalmar Eldh. Pia Hesselmark-Campbell gick också Valands Målarskola 1929–1933 där hon studerade för Sigfrid Ullman. Efter ett längre uppehåll från skapandet medan barnen växte upp tog konstnärskarriären åter fart på 1960-talet och hon hade många utställningar, såväl i Sverige som ute i Europa. Hesselmark-Campbell finns representerad på Göteborgs konstmuseum[källa behövs], Jönköpings läns museum och Vetlanda museum.
Åren 1933–1967 var hon gift med konstnären Classe Campbell (1910–1987). Tillsammans fick de fem barn: Maria (född 1934), Johan (1937–2004), Christina (född 1940), Per (1944–2005) och Lars (född 1946). Vid en konstutställning i Gränna 2013 visades verk av fem medlemmar av familjen Campbell, nämligen Pia Hesselmark-Campbell, före detta maken samt tre av barnen: Maria Campbell, Christina Campbell och Per Campbell.
Hon verkade under många år i Jönköping och kom sedan till ett äldreboende i Tidaholm där hon avled. Hon blev 103 år.